# مصطفى نداو
مصطفي نداو (بالإنجليزية: Mustapha Kamal N'Daw)‏ هو لاعب كرة قدم غامبي في مركز الهجوم، ولد في 15 أكتوبر 1981 في بانجول في غامبيا. شارك مع منتخب غامبيا لكرة القدم. أما مع النوادي، فقد لعب مع بي 68 توفتير ورويال أندرلخت ونادي أيك لارنكا ونادي تتكس ونادي غينت.

## وصلات خارجية
- مصطفي نداو على موقع قاعدة بيانات كرة القدم.إي يو (الإنجليزية)
- مصطفي نداو على موقع ناشيونال فوتبول تيمز (الإنجليزية)
- مصطفي نداو على موقع Soccerway.com (الإنجليزية)